# Chelesta
Chelesta ist eine fünfköpfige Leipziger Musikband mit Rock-, Pop- und Jazzelementen. 

## Geschichte
Chelesta wurde 2000 als „tacheles klezmer company“ gegründet. 2004 folgte die Neuformation und Umbenennung in „chelesta“ (der Bandname ist ein Anagramm von tacheles). Die Band verbindet osteuropäische Musiktradition mit Jazz, Rock, Hip-Hop, Klezmer und Reggae unter Verwendung von Tuba, Saxophon, Akkordeon, Klarinette, Trompete, Schlagzeug und Gesang. Seit 2005 arbeitet die Band regelmäßig mit Jens-Paul Wollenberg als ex.ces zusammen.

## Mitglieder
- Birgit Fleischfresser (Akkordeon, Gesang)
- Mike Meyer (Tuba, Bassgitarre)
- Eugen Larin (Klarinette, Saxophon, Gesang)
- Michael Glucharen (Trompete, Ventilposaune, Gesang)
- Daniel „Jack“ Wolf (Schlagzeug, Gesang)

## Diskografie
- 2001: Balkan Reggae tacheles klezmer company (CD, Raumer Records)
- 2005: Zahn um Zahn Jens-Paul Wollenberg & ex.ces (CD, Raumer Records)
- 2004: Tanz für Millionen (EP)
- 2007: €K$TRA NU₤₤7 (EP)